# Tân Hưng, Vĩnh Bảo
Tân Hưng là một xã thuộc huyện Vĩnh Bảo, thành phố Hải Phòng, Việt Nam.
Xã Tân Hưng có diện tích 7.07 km², dân số năm 1999 là 5969 người, mật độ dân số đạt 844 người/km².